# 製錬
製錬（せいれん、smelting）とは、熱エネルギー等を利用して鉱石その他の原料から有用金属を取り出す過程のこと。電気分解や化学処理により金属の純度を高める「精錬」とは異なる。ただし、一般図書では「製錬」と「精錬」が厳密には区別されていないと指摘されている。
鉄生産の場合、砂鉄や鉄鉱石を溶かして粗鋼を作る工程を製錬工程、その粗鋼から不純物を除去して炭素量などの調整を行う工程を精錬工程という。

## 概要
選鉱工程で岩石から分離された有用鉱物を精鉱（concentrate）といい、そこから金属を得るのが製錬工程である。
精鉱は鉱山での最終産物とされ、世界各地の製錬所で金属の抽出が行われていた。しかし、アメリカ南部、チリ、ペルーなど乾燥地帯を中心にSX-EW法が発達するなど、鉱山で製錬を行う現地製錬法も多く行われるようになった。

## 製錬の手法
乾式製錬
高温の炉で原料鉱を融解して目的の金属を分離する方法。一度に大量の処理が可能であるが、定期的な耐熱設備のメンテナンスが必要となる。
湿式製錬
金属や不純物を薬液で溶解し、化学反応を利用して目的の金属を取り出す方法。安定して継続的に処理できるが、薬液のコストがかかる。
この他、還元製錬、溶融塩電解などの方法がある。

## 日本の製錬所
- 銅製錬所
  - パンパシフィック・カッパー佐賀関製錬所（大分県大分市）
  - パンパシフィック・カッパー日立精銅工場（茨城県日立市）
  - 三菱マテリアル直島製錬所（香川県香川郡直島町）
  - 住友金属鉱山東予工場（愛媛県西条市・新居浜市）
  - 小坂製錬小坂製錬所（秋田県鹿角郡小坂町）
  - 小名浜製錬小名浜製錬所（福島県いわき市）
  - 日比共同製錬玉野製錬所（岡山県玉野市）
- 鉛製錬所
  - 東邦亜鉛契島製錬所（広島県豊田郡大崎上島町）
  - 三井金属鉱業竹原製煉所（広島県竹原市）
  - 小坂製錬小坂製錬所（秋田県鹿角郡小坂町）
  - 住友金属鉱山播磨事業所（兵庫県加古郡播磨町）
- 亜鉛製錬所
  - 神岡鉱業神岡鉱業所（岐阜県飛騨市）
  - 彦島製錬彦島製錬所（山口県下関市）
  - 東邦亜鉛安中製錬所（群馬県安中市）
  - 八戸製錬八戸製錬所（青森県八戸市）
  - 住友金属鉱山播磨事業所（兵庫県加古郡播磨町）
  - 秋田製錬飯島製錬所（秋田県秋田市）
- 水銀製錬所
  - 野村興産イトムカ鉱業所（北海道北見市）
水銀の蒸留製錬法を応用して乾電池や蛍光灯、水銀系試薬などから水銀地金を回収している日本唯一の拠点。
- 金・銀製錬所
  - 中外鉱業東京工場（東京都大田区）
貴金属スクラップを主に原料としている。白金やパラジウムも製錬。
  - 三井串木野鉱山串木野製錬所（鹿児島県串木野市）
2018年現在、日本で唯一、青化法による湿式製錬が行なわれている。
- アルミニウム製錬所
  - 2014年の、日本軽金属蒲原工場の製錬事業終了以降、日本国内でアルミニウム製錬を行っている製錬所はない。